# Hermanas de la Caridad de San Vicente de Paúl de Mallorca
La Congregación de Hermanas de la Caridad de San Vicente de Paúl de Mallorca (oficialmente en latín: Congregatio Sororum Caritatis Maioricensis) es un congregación religiosa católica femenina, de vida apostólica y de derecho pontificio, fundada en 1798 por el sacerdote español Antonio Roig y Rexarch, en Felanich, España. A las religiosas de este instituto se les conoce como vicentinas de Mallorca y posponen a sus nombres las siglas S.C.

## Historia

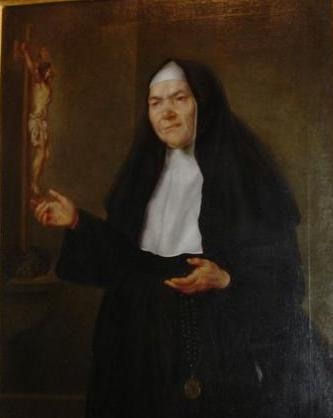
Franciscana Cirer (1781-1855), fundadora de las hermanas de la Caridad de Binisalem, es venerada como beata en la Iglesia católica.

La congregación fue fundada en Felanich, en la isla de Mallorca (España), el 28 de septiembre de 1798, por el sacerdote Antonio Roig y Rexarch, para la educación cristiana de los jóvenes y la asistencia de los pobres enfermos. Las primeras religiosas del instituto fueron Bárbara Obrador, Francisca Antich, Catalina Rosselló y María Aina Nebot, quienes vistieron el hábito el 6 de junio de 1811. Entre 1887 y 18890, otras congregaciones de hermanas de la caridad se unieron a la casa de Felanich, a saber: las Hermanas de la Caridad de Binisalem, fundadas en 1850 por Franciscana Cirer, y las Hermanas de la Caridad de Manacor, fundadas por Rafael Caldentey.
El instituto de Mallorca recibió la aprobación como congregación religiosa de derecho diocesano el 16 de noviembre de 1923, de parte de Rigoberto Doménech Valls, obispo de Mallorca. El papa Pablo VI elevó el instituto a congregación religiosa de derecho pontificio, mediante decretum laudis del 18 de enero de 1971.
Entre las miembros del instituto destaca Francinaina Cirer, quien es venerada como beata en la Iglesia católica.

## Organización
La Congregación de Hermanas de la Caridad de San Vicente de Paúl de Mallorca es un instituto religioso de derecho pontificio y centralizado, cuyo gobierno es ejercido por una superiora general. La sede central se encuentra en Palma de Mallorca (España).
Las vicentinas de Mallorca se dedican a la educación e instrucción cristiana de la juventud, a la acogida en centros de espiritualidad o de reposo y a la atención de ancianos, enfermos y huérfanos. En 2017, el instituto contaba con 173 religiosas y 26 comunidades, presentes en Burundi, España, Honduras y Perú.

## Obras
En el año 2000 las Hermanas de la Caridad de San Vicente de Paúl dierón el inicio a su obra Projecte Socioeducatiu Naüm Siendo en marzo de ese mismo año cuando abrio a la población de Son Roca